# Wes Borland
Wesley Louden Borland (Richmond, 7 de febrero de 1975) es un músico estadounidense de rock. Es conocido por ser el guitarrista y compositor de la banda de nu metal Limp Bizkit, además de ser el vocalista principal y guitarrista de Black Light Burns, un proyecto de rock alternativo e industrial. También fue guitarrista para Marilyn Manson.
Borland ganó popularidad cuando Limp Bizkit alcanzó el éxito comercial a finales de los años 90 y principios de los 2000. En 1998, formó Big Dumb Face junto a su hermano Scott, y en 2001 dejó Limp Bizkit para iniciar proyectos alternos como Eat the Day y The Damning Well. Tras reincorporarse a Limp Bizkit en 2004, Borland fundó Black Light Burns, banda con la que ha lanzado tres álbumes de estudio y un disco de covers. Limp Bizkit entró en pausa tras el lanzamiento de su álbum The Unquestionable Truth (Part 1) en 2005, pero la formación original se reunió en 2009 para grabar su quinto álbum de estudio, Gold Cobra (2011). En 2016, Borland lanzó su álbum como solista Crystal Machete. 
Borland es conocido por su experimentación sonora y su elaborada apariencia visual, que incluye pintura corporal y facial, máscaras y uniformes. Ha diseñado portadas de álbumes y creado arte para muchos de sus proyectos musicales, además de realizar pinturas al óleo. Fue elegido en el puesto número 37 de la lista de los 100 Mejores Guitarristas de Todos los Tiempos de la revista Total Guitar. También fundó el sello discográfico Edison Sound, a través del cual publica sus propios proyectos musicales.

## Biografía
El interés inicial de Borland por la música comenzó con la batería, pero esto terminó rápidamente debido a que sus padres no aprobaban tener instrumentos de percusión en casa. Luego, Borland decidió tomar clases de guitarra con un miembro de la iglesia presbiteriana a la que asistían sus padres. Sin embargo, pronto descubrió que sus gustos e intereses musicales no coincidían con las tendencias locales, ya que, por su cercanía a Nashville, la música country predominaba en su entorno. 
Cuando su hermano Scott se interesó por el bajo, ambos comenzaron a tocar juntos. El interés de Borland por el hip hop se despertó con el lanzamiento de Bring the Noise, una colaboración entre la banda de heavy metal Anthrax y el grupo de hip hop Public Enemy. 
Después, Borland se mudó con sus padres a Jacksonville, Florida, donde, desilusionado con la escena musical local, comenzó a asistir a la escuela de artes Douglas Anderson (misma escuela donde el bajista Sam Rivers estudiaba). Allí exploró otras áreas artísticas, como la escultura y los efectos especiales. Sin embargo, continuó con la música tomando clases de guitarra con un maestro especializado en jazz. Según Borland, el aprender a leer partituras fue complicado, ya que su primer maestro le había enseñado a tocar de oído. A medida que mejoraba con la guitarra, empezó a crear sus propios riffs y a desarrollar su propio estilo. Finalmente, al sentirse forzado a asistir a la iglesia y perder el interés en la religión, su frustración y sensación de encierro lo llevaron a mudarse de la casa de sus padres a los 18 años.
Cuando estaba en la secundaria, formó su primera banda, llamada Krank. Más adelante, junto con su hermano Scott (quien también es guitarrista y ha participado en varios de sus proyectos), creó la banda Goatslayer. En 1994, mientras trabajaba como barman en un centro nocturno donde ocasionalmente hacía presentaciones, Fred Durst lo vio tocar y le propuso unirse a la banda que estaba formando junto a Sam Rivers y John Otto (primo de Sam). Inicialmente, Wes rechazó la propuesta porque estaba concentrado en su proyecto Big Dumb Face, al que consideraba sucesor de Goatslayer. Sin embargo, tras pensarlo detenidamente, Wes aceptó la invitación, y así comenzó su camino con Limp Bizkit. 

## Carrera

### Limp Bizkit y éxito de la corriente principal (1994-2002)
Limp Bizkit desarrolló un culto de aficionados dentro de la escena musical underground, especialmente en el Milk Bar, un club punk de Jacksonville, Florida. La banda comenzó a atraer público de boca a boca y a sus covers de “Faith” de George Michael y “Straight Up” de Paula Abdul, además de sus presentaciones en vivo llenas de energía, donde Borland solía aparecer con disfraces y atuendos extraños. El estilo teatral de Borland sobre el escenario era, para muchos asistentes, el principal atractivo de sus shows. Cuando DJ Lethal se integró como turntablista, Borland decidió abandonar la banda debido a un desacuerdo con Durst. Sin embargo, volvió a unirse después de que Limp Bizkit firmara contrato con Mojo, un sello subsidiario de MCA Records. Tras un conflicto con Mojo, la banda firmó con Flip, subsidiaria de Interscope Records, y grabó su álbum debut, Three Dollar Bill, Yall, caracterizado por un sonido abrasivo y lleno de rabia.
Aunque el álbum tuvo poca respuesta inicial, las constantes giras hicieron que el éxito de Limp Bizkit creciera, y el tercer sencillo de Three Dollar Bill, Yall, “Faith”, se convirtió en un éxito radial, lo que les aseguró un lugar en el Ozzfest, un festival organizado por Ozzy y Sharon Osbourne. En 1998, Borland formó un proyecto alterno llamado Big Dumb Face junto a su hermano, influenciado por bandas como Ween y Mr. Bungle.
Con el álbum Significant Other, Limp Bizkit alcanzó un nuevo nivel de éxito comercial. El disco llegó al número 1 en el Billboard 200, vendiendo 643,874 copias en su primera semana de lanzamiento. En el año 2000, Fred Durst anunció que el tercer álbum de estudio de la banda se titularía Chocolate Starfish and the Hot Dog Flavored Water. La prensa pensó que Durst estaba bromeando con ese nombre. El título fue pensado para sonar como el nombre de una banda ficticia; la frase “Chocolate Starfish” se refería al mismo Durst, ya que con frecuencia lo llamaban “asshole” (estrella de chocolate es slang en inglés para ano). La otra mitad del título fue idea de Borland, cuando la banda estaba en un paradero de camiones mirando botellas de agua saborizada, Borland bromeó diciendo que faltaba agua sabor hot dog o carne. El álbum debutó en el puesto número uno del Billboard 200, vendiendo 1.05 millones de copias en su primera semana, y se convirtió en el 18º disco más vendido de la década de los 2000 en Estados Unidos.
En un perfil de Spin de 1999 sobre Limp Bizkit, cuando le preguntaron “¿Dónde te ves dentro de diez años?”, Borland respondió: “Probablemente ya no esté en la banda.”

### Salida de Limp Bizkit, proyectos paralelos, breve retorno a Limp Bizkit y formación de Black Light Burns (2002-2009)
En marzo de 2001, Big Dumb Face lanzó su álbum debut, Duke Lion Fights the Terror!!. Borland describió la música de la banda como “realmente tonta, idiota y bizarra. […] No es más que estúpido […] son puras canciones retrasadas.” En el otoño de 2001, Borland dejó Limp Bizkit debido a diferencias creativas con la banda. Cuando le preguntaron a Ross Robinson por qué Borland había renunciado, él respondió que “Ya no se vende por dinero.”
Después, Borland formó la banda Eat the Day, donde tanto él como su hermano Scott serían co-vocalistas principales. Sin embargo, al darse cuenta de que este formato limitaba su capacidad de tocar la guitarra, Eat the Day inició una búsqueda abierta de un nuevo vocalista. Inicialmente, la banda publicó tres pistas instrumentales completas para que los cantantes interesados las descargaran y grabaran sobre ellas. Estas canciones eran dAdA, Beeblicowcarapis y Taste My Gun, aunque posteriormente solo estuvieron disponibles como pequeños fragmentos. En una entrevista de 2021, Borland afirmó que escuchó al menos 150 grabaciones de audición.
En enero de 2003, Borland anunció que Adam Yas, exvocalista de Stalking Tom, sería el nuevo cantante de Eat The Day. Sin embargo, dos meses después, comunicó que la banda “había decidido hacer pública su búsqueda una vez más”, aunque seguían en contacto con Yas. Por esa misma época, Bob Ezrin fue contratado como productor para su álbum debut. Poco después, Borland encontró tres cantantes potenciales para el proyecto, siendo uno de ellos, presumiblemente, el ya mencionado Adam Yas.
A pesar de que Borland afirmaba que los tres vocalistas que habían encontrado eran las mejores opciones disponibles, el productor Bob Ezrin no confiaba en sus habilidades lo suficiente como para permitir que Eat The Day continuara con la producción del álbum, llegando incluso a llamar a los cantantes “terribles”. Para intentar mejorar la situación, Borland trató de incorporar a Danny Lohner, pero esto solo provocó más conflictos con Ezrin, lo que terminó por frenar completamente el proyecto. Finalmente, Eat The Day fue abandonado debido a que no lograron encontrar un vocalista adecuado. Las demos inconclusas de Eat The Day fueron publicadas posteriormente por Borland en abril de 2020.
Tras el fracaso de otro proyecto, The Damning Well, en 2003, Borland comenzó a trabajar en un álbum como solista junto a sus integrantes Danny Lohner y Josh Freese, además de contar con las contribuciones de Josh Eustis y Jonathan Bates. Este disco se convirtió en el precursor de Black Light Burns. En agosto de 2004, Borland regresó a Limp Bizkit y grabó un nuevo álbum, The Unquestionable Truth (Part 1), en 2005. Sin embargo, después del lanzamiento de su álbum Greatest Hitz, la banda entró en pausa debido a discusiones que surgieron en MySpace entre Borland y el vocalista Fred Durst, con Borland declarando: “Por ahora, ninguno de mis planes futuros incluye a Limp Bizkit.”
En 2005, Borland formó Black Light Burns. Declaró que este sería su proyecto principal a partir de entonces, y que cualquier otra cosa que hiciera, incluida Limp Bizkit, sería un proyecto paralelo. Borland comenzó a girar con From First To Last aproximadamente desde principios de 2006. Anunció planes para una gira en otoño de 2006, la cual nunca se realizó debido a que Black Light Burns necesitaba encontrar un nuevo sello discográfico tras su salida de Geffen Records. Borland había hablado sobre escribir y tocar en el próximo álbum de From First To Last, pero terminó dejando la banda cuando la agenda de Black Light Burns empezó a llenarse, dejándole sin tiempo para trabajar con From First To Last.
Black Light Burns lanzó su álbum debut, Cruel Melody, en la primavera de 2007, recibiendo elogios de la crítica. El disco contó con Borland como vocalista y guitarrista. El escritor de AllMusic, Greg Prato, comentó: “Para muchos, Borland era el único miembro de Limp Bizkit que era tomado en serio. Como demuestra Cruel Melody, ahora se le permite oficialmente seguir el camino musical que desee.” En 2008, Borland, junto con Richard Fortus y Sugizo, apoyó a la banda japonesa de metal X Japan en sus conciertos de reunión con entradas agotadas en el Tokyo Dome.
En agosto de 2008, durante la Conferencia ETP, se anunció que Borland se había unido a Marilyn Manson como guitarrista. En el invierno de 2008, Borland participó como bajista en la grabación del álbum Youthanize (2009) de The Color of Violence.

### Reunión con Limp Bizkit (2009)
En 2009, la formación original de Limp Bizkit se reunió y comenzó a ir de gira nuevamente, lo que provocó que el segundo álbum de Black Light Burns quedara en pausa. Ese mismo año, en mayo, Borland dejó de trabajar con Marilyn Manson, explicando que sus razones incluían reincorporarse a su antigua banda y tener diferencias creativas con Manson, comentando: “Allá todo es el show de Marilyn Manson.” Limp Bizkit grabó un nuevo álbum, el cual Borland nombró Gold Cobra, y fue lanzado el 28 de junio de 2011. Recibió críticas mixtas, aunque varios reseñistas elogiaron su forma de tocar la guitarra. El álbum alcanzó el puesto número 16 en el Billboard 200.
Borland también diseñó las ilustraciones para el álbum debut homónimo de Fear and the Nervous System en 2011.
Borland también ha desarrollado una carrera como remixer, creando versiones alternativas de canciones de distintas bandas de metal. Recientemente, The Word Alive tuvo su tema “The Hounds of Anubis” remezclado por Borland. Además, participó como guitarrista en la banda sonora de Resident Evil: Afterlife, compuesta por Tomandandy.
En 2012, Black Light Burns volvió a presentarse en vivo tras su breve pausa y lanzó su segundo álbum de estudio, The Moment You Realize You're Going to Fall. En enero de 2013, publicaron un álbum conceptual titulado Lotus Island. Ese mismo año, durante la gira de Black Light Burns, Borland declaró que nunca haría un proyecto como solista: “Si hiciera un proyecto solista, pondría mi nombre en el disco. Pero eso nunca va a pasar.”
Borland colaboró con Riot Games para desarrollar Hybrid Worlds, el tema principal del Campeonato Mundial de la Temporada 3 de League of Legends. El 4 de octubre de 2013, Borland interpretó la canción en vivo durante el evento, junto a The Crystal Method, Tina Guo, y los exintegrantes de Black Light Burns, Danny Lohner y Joe Letz.

### Álbum en solitario, reunión con Big Dumb Face, demos yStill Sucks(2016-presente)
El 3 de mayo de 2016, Borland lanzó un álbum instrumental como solista titulado Crystal Machete bajo su propio sello discográfico, Edison Sound. Este proyecto lo llevó a salir de su zona de confort, ya que no incluyó guitarras distorsionadas ni voces. El álbum recibió críticas positivas, y el medio Drowned in Sound lo describió como “un hermoso y extenso mini épico post-rock.” Ese mismo año, Borland disolvió Black Light Burns. 
En el invierno de 2016, Limp Bizkit realizó una gira por el Reino Unido junto a Korn, compartiendo el encabezado, con presentaciones que incluyeron fechas en el Wembley Arena, y contando con Madball como banda telonera. 
Hasta octubre de 2017, el estado del nuevo álbum de Limp Bizkit, Stampede of the Disco Elephants, seguía siendo incierto. Borland declaró a NME que ya había terminado todas sus partes para “28 o 29 canciones” y que estaba esperando a que Fred Durst eligiera cuáles canciones quería completar antes de que él pudiera mezclarlas y masterizarlas. También comentó que su tiempo en Limp Bizkit le había dificultado conseguir trabajo con otras bandas como Nine Inch Nails y Marilyn Manson, ya que estas no querían verse asociadas con su banda anterior.
A partir de octubre de 2017, se desconoce el estado del nuevo álbum de Limp Bizkit Stampede of the Disco Elephants , con Borland diciéndole a NME que ha completado todas sus partes para "28 o 29 canciones" y está esperando que Fred elija las canciones que él quiere completar antes de poder mezclarlo y dominarlo. También culpó a Limp Bizkit por su dificultad para conseguir trabajos con otros artistas como Nine Inch Nails y Marilyn Manson en el pasado, y dijo que las otras bandas no querían ser asociadas con su banda anterior.
En junio de 2017, Borland publicó en redes sociales que Big Dumb Face regresaría ese mismo año, confirmando finalmente que el nuevo álbum, Where Is Duke Lion? He's Dead..., sería lanzado el 31 de octubre a través de Edison Sound, con un lanzamiento físico completo el 17 de noviembre.
Explicó que decidió revivir Big Dumb Face después de 16 años porque quería hacer algo “realmente pesado” en contraste con el post-rock de Crystal Machete, y porque en ese momento le atraía “hacer cosas que dijo que nunca volvería a hacer”, como su disco solista o revivir Black Light Burns para lanzar un nuevo álbum en junio de 2018. Sin embargo, aclaró que no saldría de gira con Big Dumb Face debido a sus compromisos previos con Limp Bizkit y con la banda de su entonces esposa, Queen Kwong. En febrero de 2018, Borland compartió imágenes trabajando en el estudio con Travis Barker en "un proyecto aún sin título." También tocó la guitarra en cinco canciones del álbum debut como solista de Jonathan Davis, Black Labyrinth, grabado entre 2007 y 2018.
En abril de 2020, durante la pandemia de COVID-19, Borland comenzó a publicar material inédito de Eat the Day y Goatslayer, un proyecto experimental que tenía con su hermano Scott desde que ambos eran adolescentes.
Borland afirmó que Goatslayer tenía material equivalente a 23 álbumes, y el primero de ellos, The Feather Serpent, fue lanzado el 25 de abril. El 5 de diciembre, Borland anunció que había terminado de grabar y mezclar su segundo álbum como solista, The Astral Hand, el cual fue lanzado tres días después.
El 31 de octubre de 2021, Limp Bizkit lanzó su sexto álbum de estudio, tras años de retrasos y cambios durante su producción. Originalmente se había filtrado que llevaría el nombre Stampede of the Disco Elephants, pero finalmente fue titulado Still Sucks. El 11 de diciembre del mismo año, Big Dumb Face publicó su tercer álbum, titulado Christmas in the Cave of Dagoth.
En abril de 2022, Borland fue reclutado por Danny Elfman para tocar con su banda en el Festival de Coachella.

## Guitarras
- Ibanez Xiphos XPT700 blanca
- Ibanez Xiphos
- Ibanez AX7521
- Ibanez RG
- Ibanez RG7 CST
- Ibanez RG 270
- Ibanez Artcore
- Paul Reed Smith
- Jackson King V
- Jackson Rhoads
- Jackson Warrior
- Yamaha Wes Borland Signature

### Efectos
BBE 462 Sonic Maximizer

## Discografía

### Solista
Álbumes
- 2016: Crystal Machete
- 2018: Matadors and Daughters (EP)
- 2020: The Astral Hand
- 2023: Mutiny on the Starbarge

### Limp Bizkit
Álbumes
- 1997: Three Dollar Bill, Yall$
- 1999: Significant Other
- 2000: Chocolate Starfish and the Hot Dog Flavored Water
- 2001: New Old Songs (Remix)
- 2005: The Unquestionable Truth (Part 1) (EP)
- 2005: Greatest Hitz (Recopilatorio)
- 2008: Rock Im Park 2001 (álbum en vivo)
- 2011: Gold Cobra
- 2021:  Still Sucks

### Big Dumb Face
Álbumes
- 2001: Duke Lion Fights the Terror!!
- 2017: Where Is Duke Lion? He's Dead...
- 2021: Christmas in the Cave of Dagoth

### Black Light Burns
Álbumes
- 2007: Cruel Melody
- 2008: Cover Your Heart and the Anvil Pants Odyssey (Recopilatorio)
- 2012: The Moment You Realize You're Going to Fall
- 2013: Lotus Island

### Eat the Day
Álbumes
- 2020: The Demos (grabado en 2002)
- 2020: The Addendum (grabado en 2002)

### Goatslayer
Álbumes
- 2020: The Feather Serpent (grabado en 1993)

### Otras apariciones
- The Damning Well - Underworld
- The Crystal Method - Legion of Boom (2004)
- Various artists - Saw II: Original Motion Picture Soundtrack (2005)
- Charlie Clouser - Saw II: Original Score (2005)
- From First to Last -  Heroine (2006)
- Charlie Clouser - Saw III: Original Motion Picture Soundtrack  (2006)
- Anna Tsuchiya - Anna Tsuchiya Inspi' Nana (Black Stones) (2007)
- Drop Dead, Gorgeous - Worse Than a Fairy Tale (2007)
- Charlie Clouser – Resident Evil: Extinction (Original Motion Picture Score) (2007)
- Filter - Anthems for the Damned (2008)
- The Color of Violence - Youthanize (2009)
- Combichrist - Scarred (EP) (2010)
- Combichrist - Making Monsters (2010)
- Tomandandy - Resident Evil : Afterlife 3D (Music From The Motion Picture) (2010)
- Tomandandy - Resident Evil: Retribution (Music From The Motion Picture) (2012)
- Tech N9ne - Therapy EP (2013)
- Queen Kwong - The Strange Fruit (2014)
- Sukekiyo - VITIUM (2015)
- DREAD - In Dub (2017)
- Jonathan Davis - Black Labyrinth (2018)

## Bandas
- Limp Bizkit - Guitarra, coros (1995-2001, 2004-2006, 2009-presente)
- Big Dumb Face - voz, Guitarra, bajo, batería (1998-2004, 2017-presente)
- The Damning Well - Guitarra (2003)
- Black Light Burns - voz (2005-presente), Guitarra, teclado, sintetizador, programación, (2007-presente), bajo (2005-2007)
- Jonathan Davis and the SFA - Guitarra (2008)
- Fear and the Nervous System - Trabajo Artístico (2008-presente)